# Take Me There (песня Rascal Flatts)
«Take Me There» — песня американской кантри-группы Rascal Flatts, написанная Кенни Чесни, Уэнделлом Мобли и Нилом Трэшером. Она была выпущена 9 июля 2007 года в качестве первого сингла альбома Still Feels Good. Песня достигла первого места в кантри-чарте в США (Hot Country Songs), став там для группы её восьмым синглом номер один.

## История
«Take Me There» - первый сингл с альбома группы Still Feels Good 2007 года. Кенни Чесни написал песню вместе с Нилом Трэшером и Уэнделлом Мобли.
Песня написана в тональности ми мажор с основным темпом около 92 ударов в минуту. В основном она построена на аккордовой прогрессии E-A/E.

## Отзывы
Кевин Джон Койн из Country Universe поставил песне оценки «A» и «F», написав: «Писать рецензию на эту песню кажется бесполезным занятием. Этим выступлением не завоевать и не потерять поклонников. Если вам нравится слушать „I Melt“ и „Fast Cars and Freedom“, то вам понравится и эта песня. Если же при воспоминании об этих альбомах у вас внутри все умерло, держитесь подальше. Подальше, подальше».

## Позиции в чартах
Песня стала восьмым синглом номер один в чарте Billboard Hot Country Songs. Она достигла этой позиции в чарте за неделю, закончившуюся 22 сентября 2007 года, после десятинедельного восхождения. Это был их самый быстро поднимающийся сингл на тот момент после «What Hurts the Most», которому потребовалось четырнадцать недель, чтобы достичь первого места.

### Еженедельные чарты
| Чарт (2007)                         | Высшая позиция |
| ----------------------------------- | -------------- |
| США (Billboard Hot Country Songs)   | 1              |
| США (Billboard Hot 100)             | 19             |
| США (Billboard Radio Songs)         | 19             |
| США Billboard Pop 100               | 33             |
| Канада (Billboard Canadian Hot 100) | 49             |

### Годовые итоговые чарты
| Чарт (2007)                   | Позиция |
| ----------------------------- | ------- |
| США Country Songs (Billboard) | 5       |